# Biserica de lemn din Cârbești

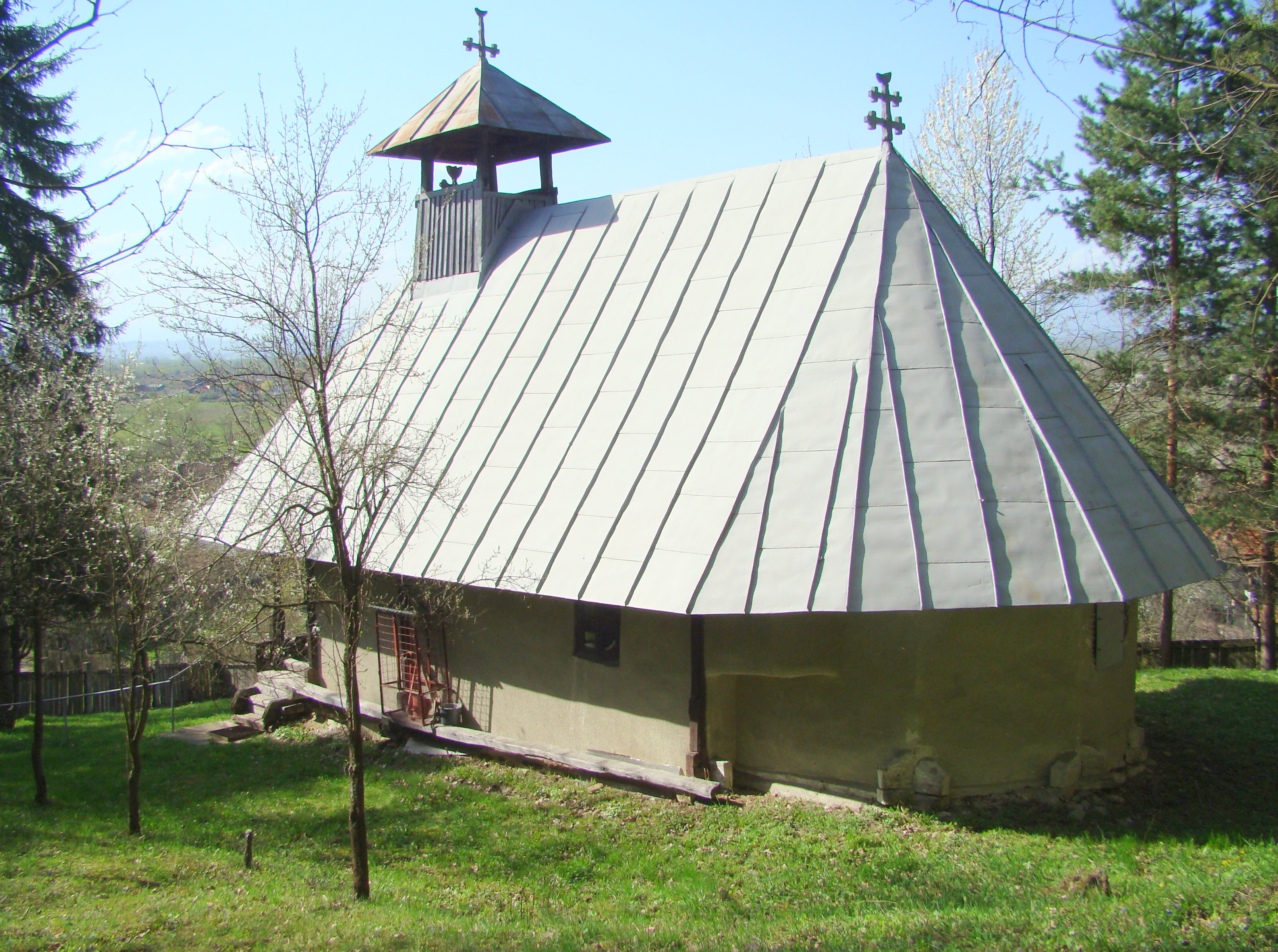
Biserica (sud-est)

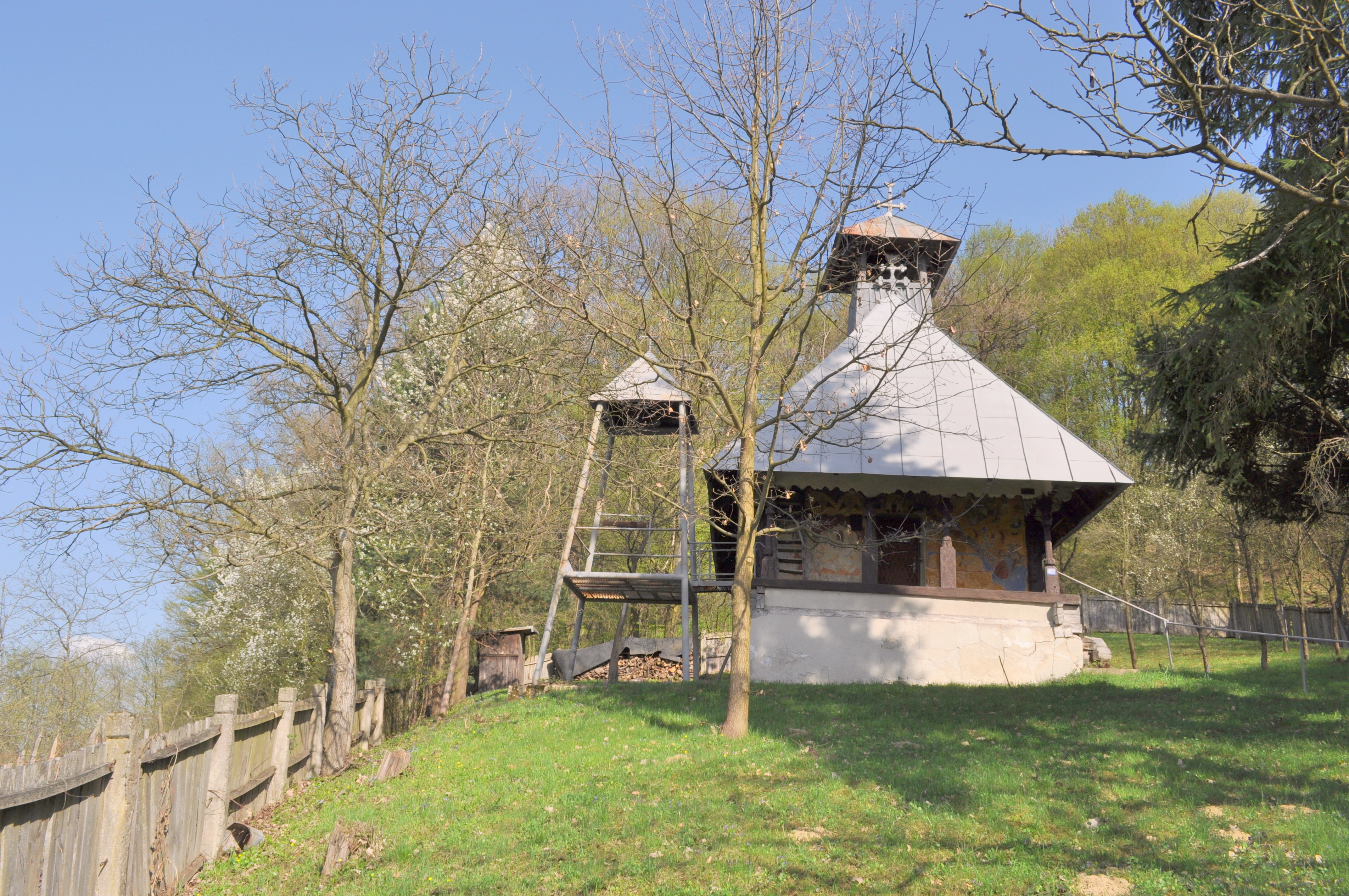
Biserica şi clopotniţa

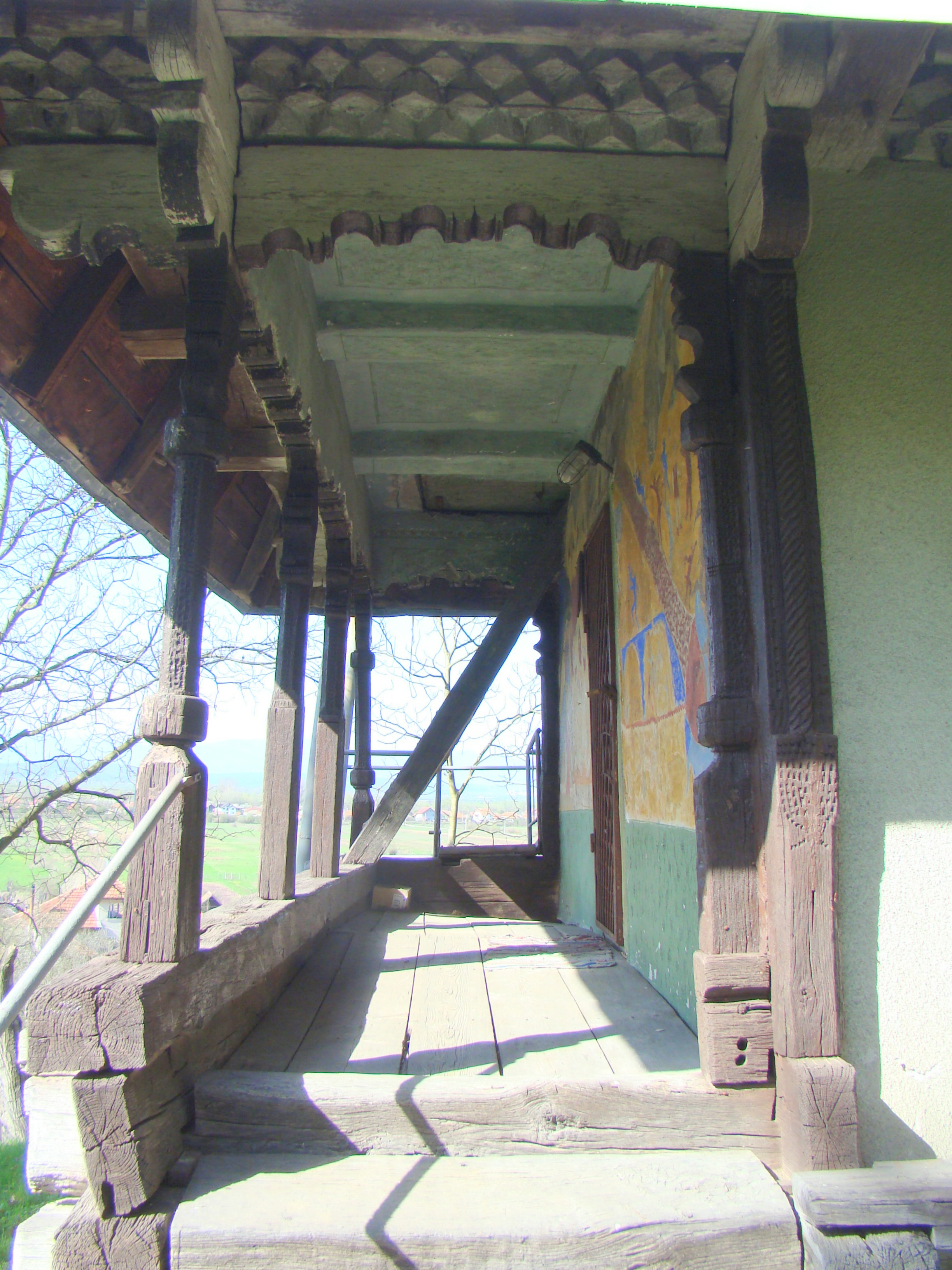
Pridvorul

Biserica de lemn din Cârbești, comuna Drăguțești, județul Gorj, datează din anul 1780. Are hramul „Sfinții Voievozi”. Biserica se află pe noua listă a monumentelor istorice sub codul LMI:  GJ-II-m-B-09271.

## Istoric și trăsături
Biserica este situată într-o poiană, la distanță mică de drumul principal, dar poteca de acces este greu practicabilă în perioadele ploioase. Construită în anul 1780, biserica, de mari dimensiuni, are formă de navă, cu pridvor adosat pe latura vestică și absida altarului decroșată, poligonală, cu cinci laturi. Lucrări ample de restaurare au avut loc între anii 1945-1951, urmate de resfințirea bisericii. Datorită numeroaselor spargeri, obiectele de patrimoniu rămase au fost duse la muzeul de la Mănăstirea Polovragi.

## Galerie de imagini

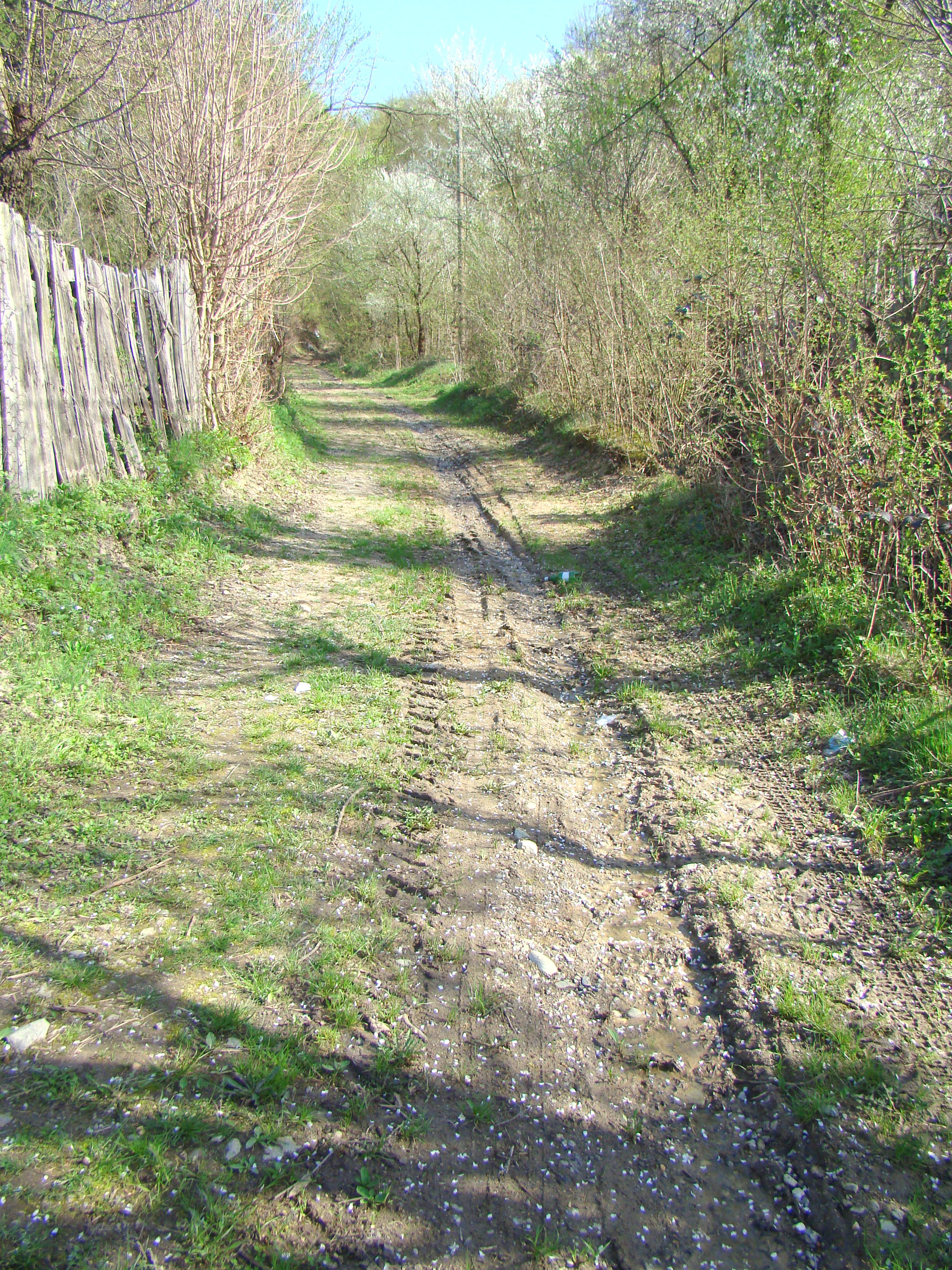
Drumul spre biserică
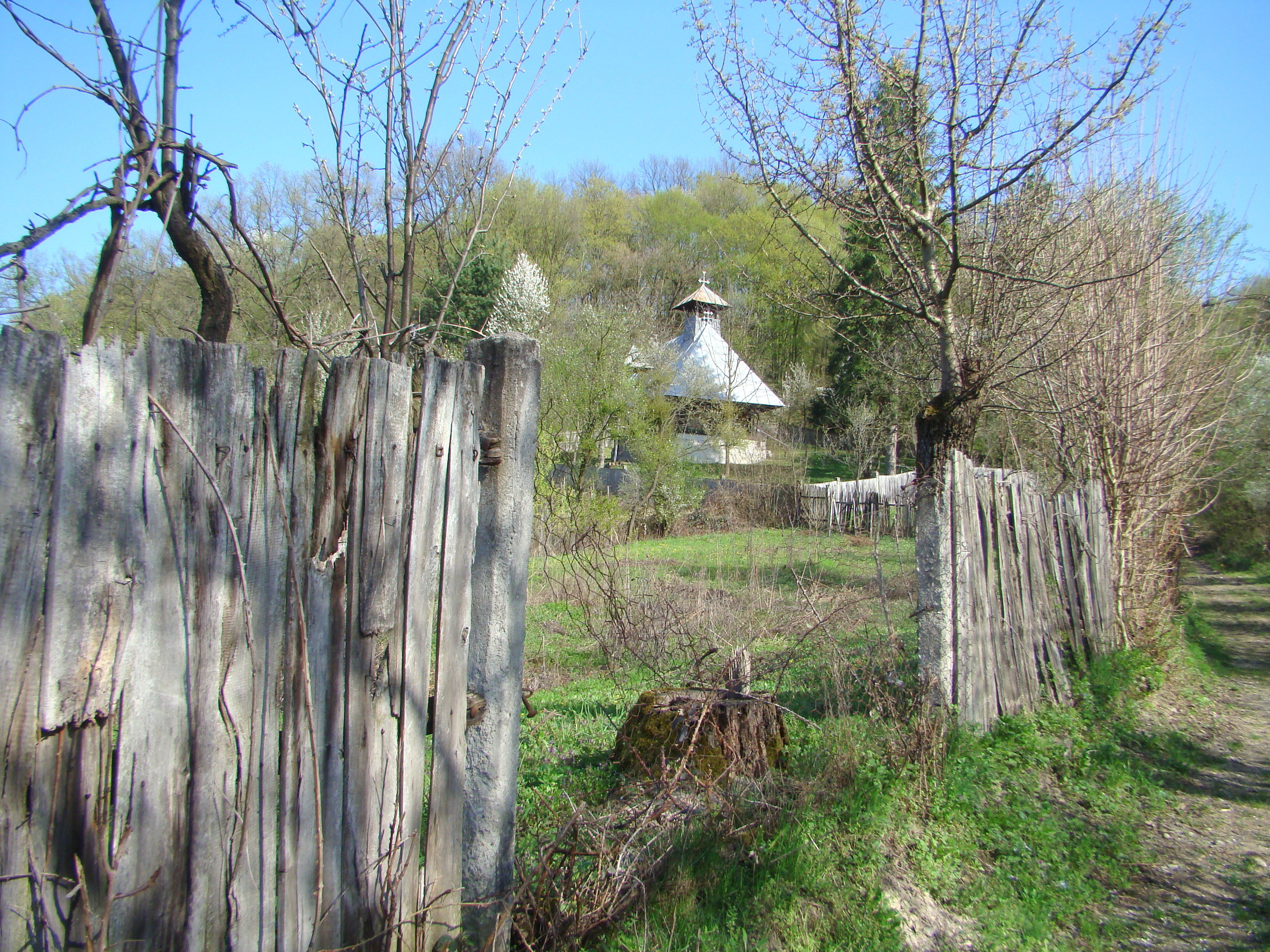
Biserica din depărtare
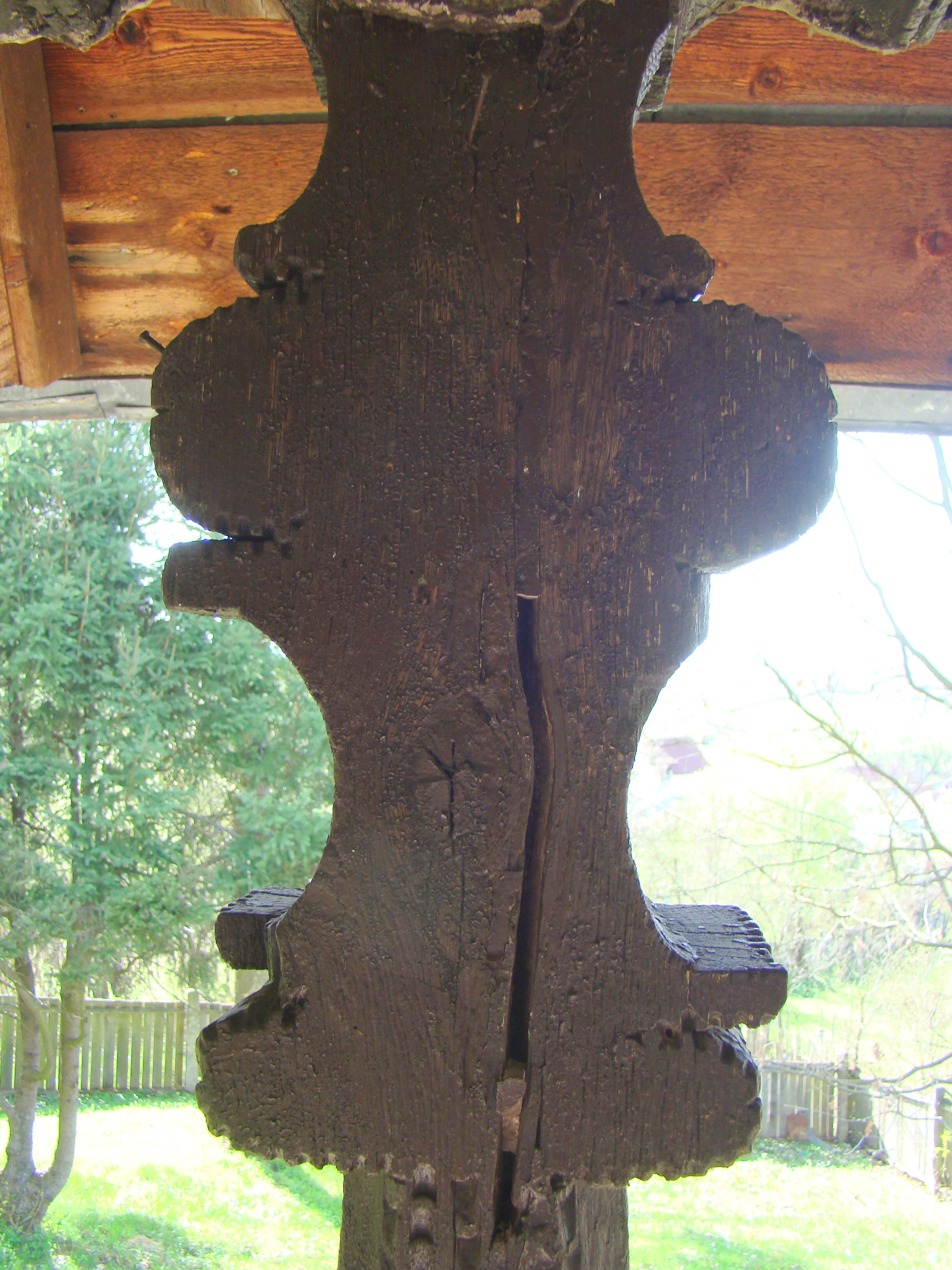
Capăt de stâlp
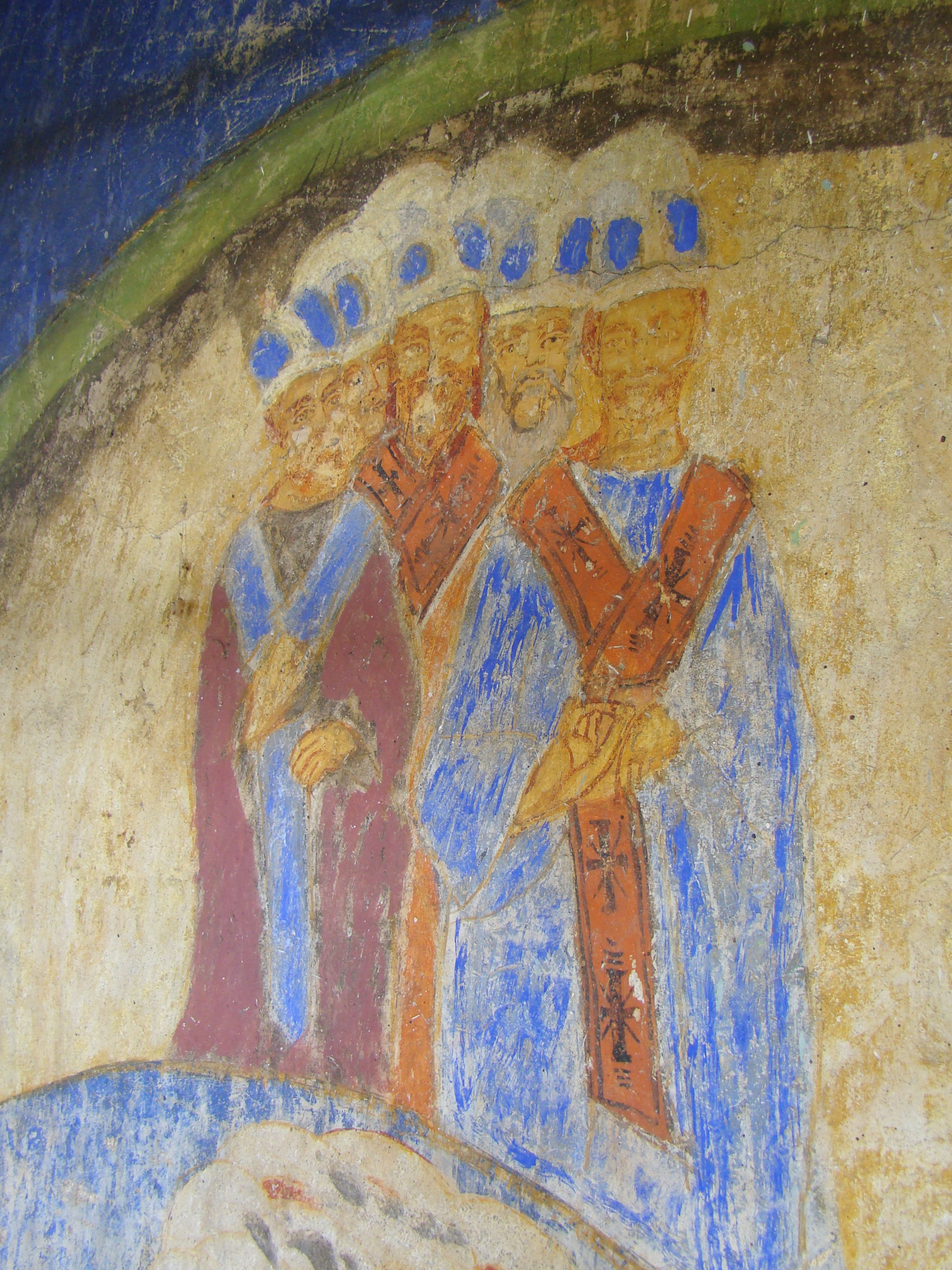
Pictura exterioară
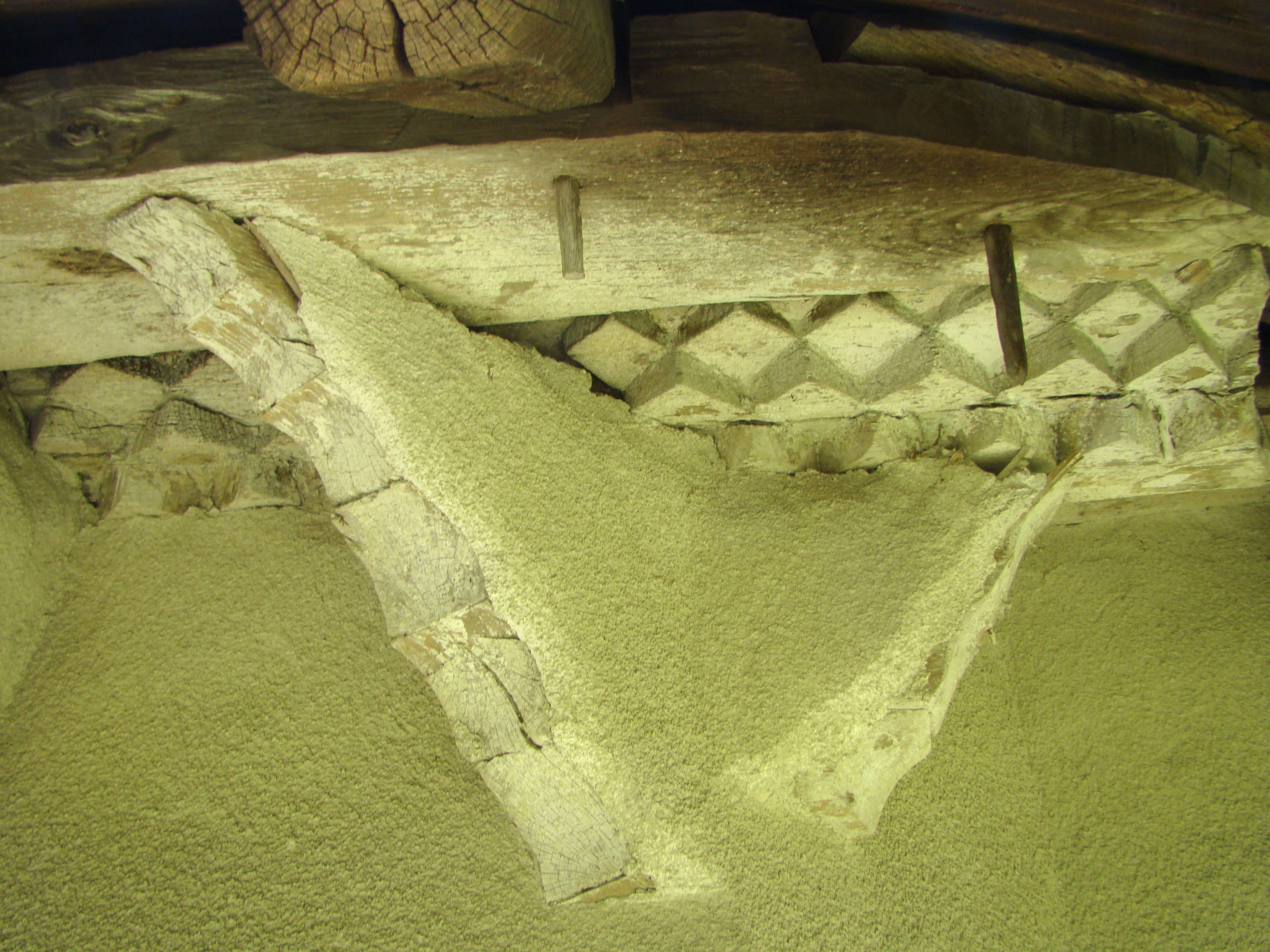
Console
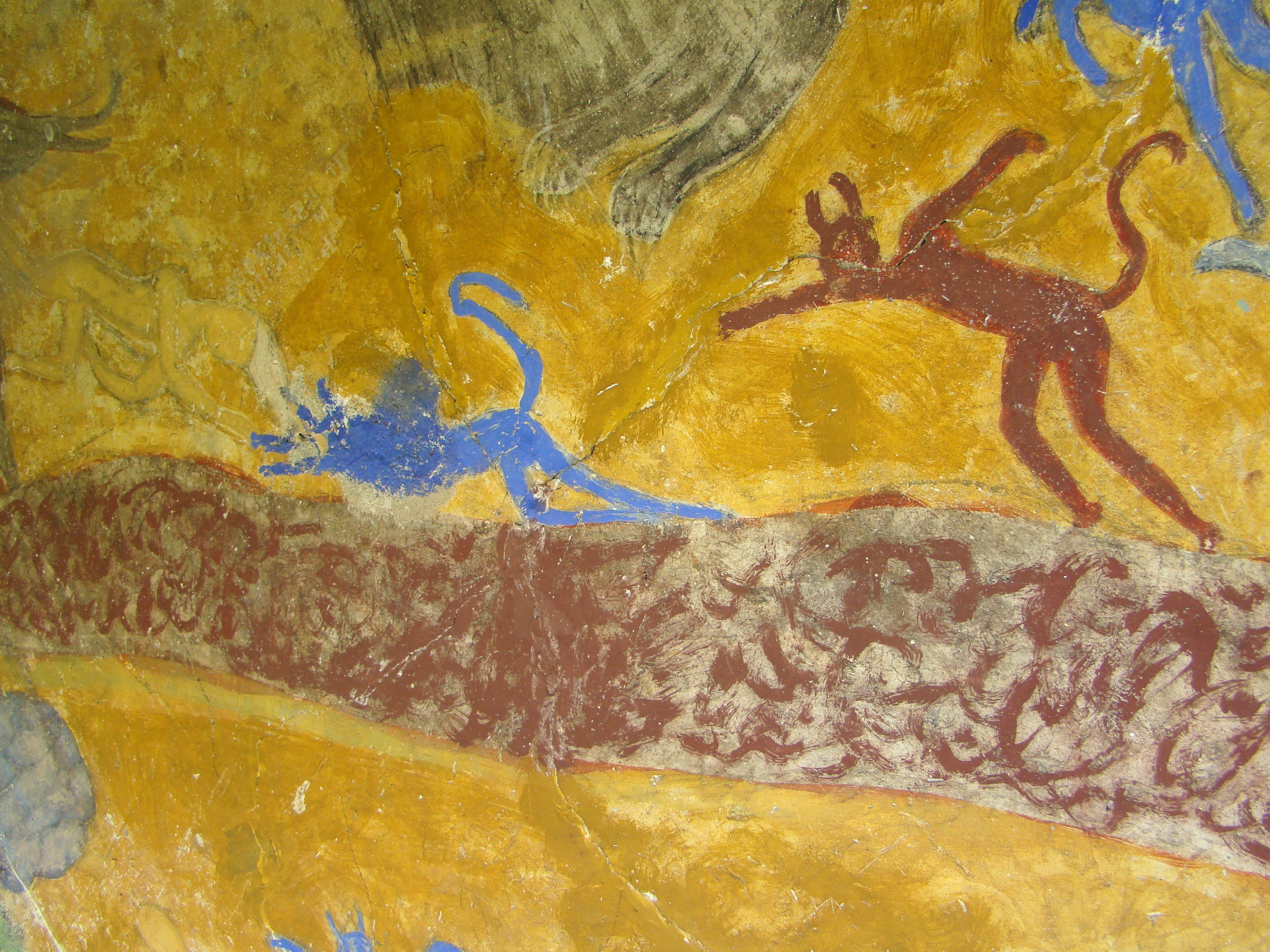
Pictura exterioară
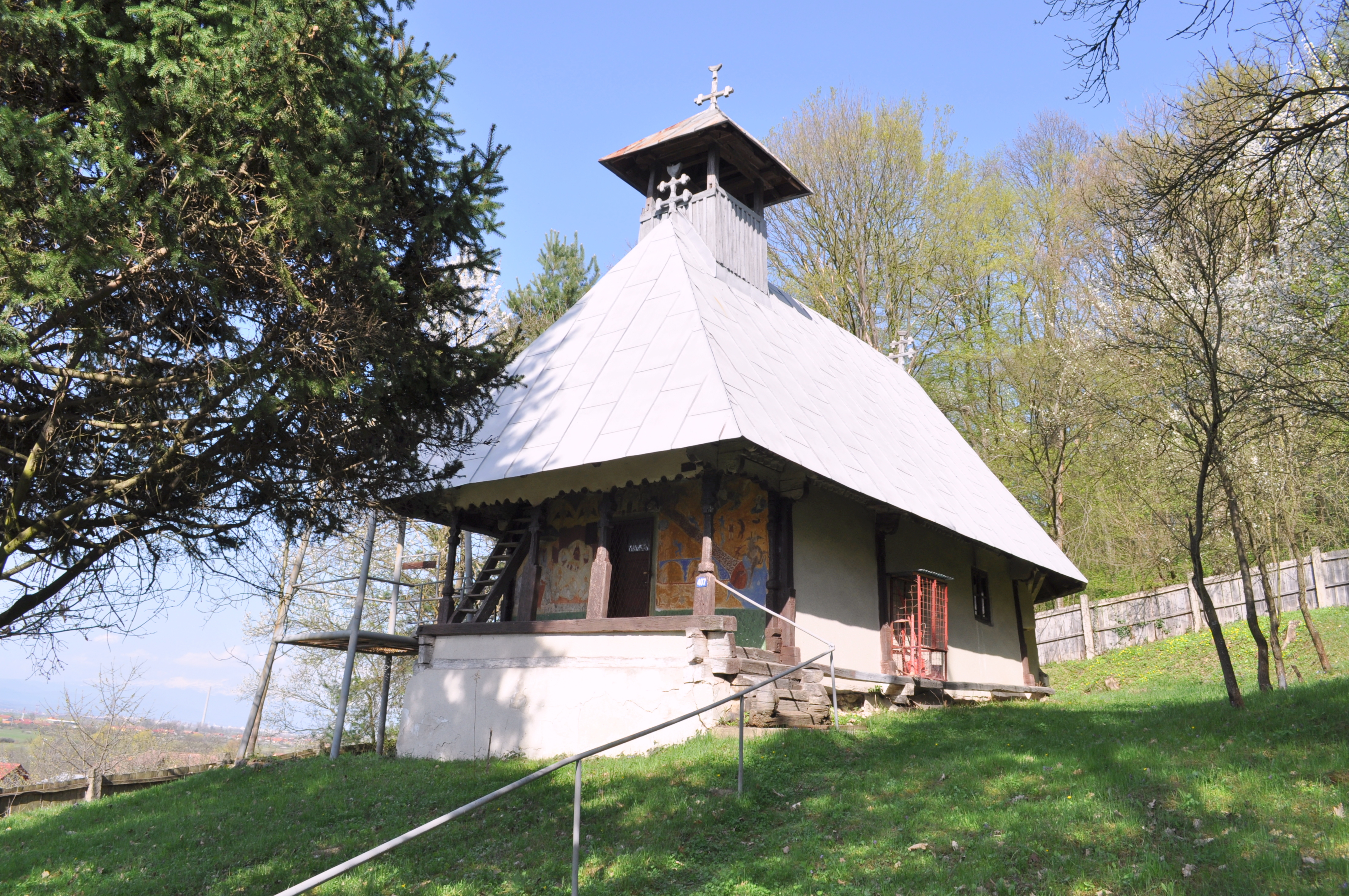
Biserica (sud-vest)
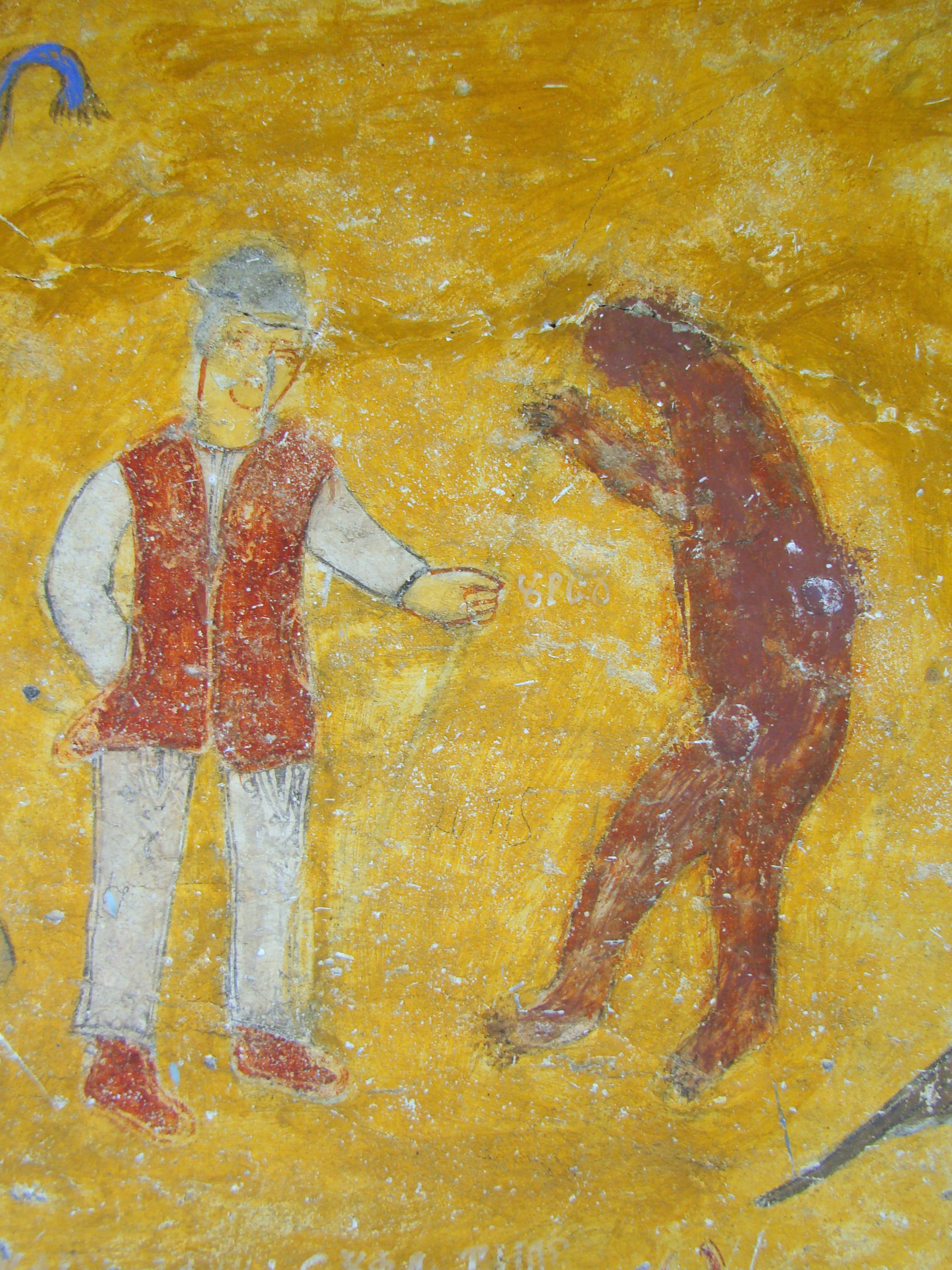
Pictura exterioară
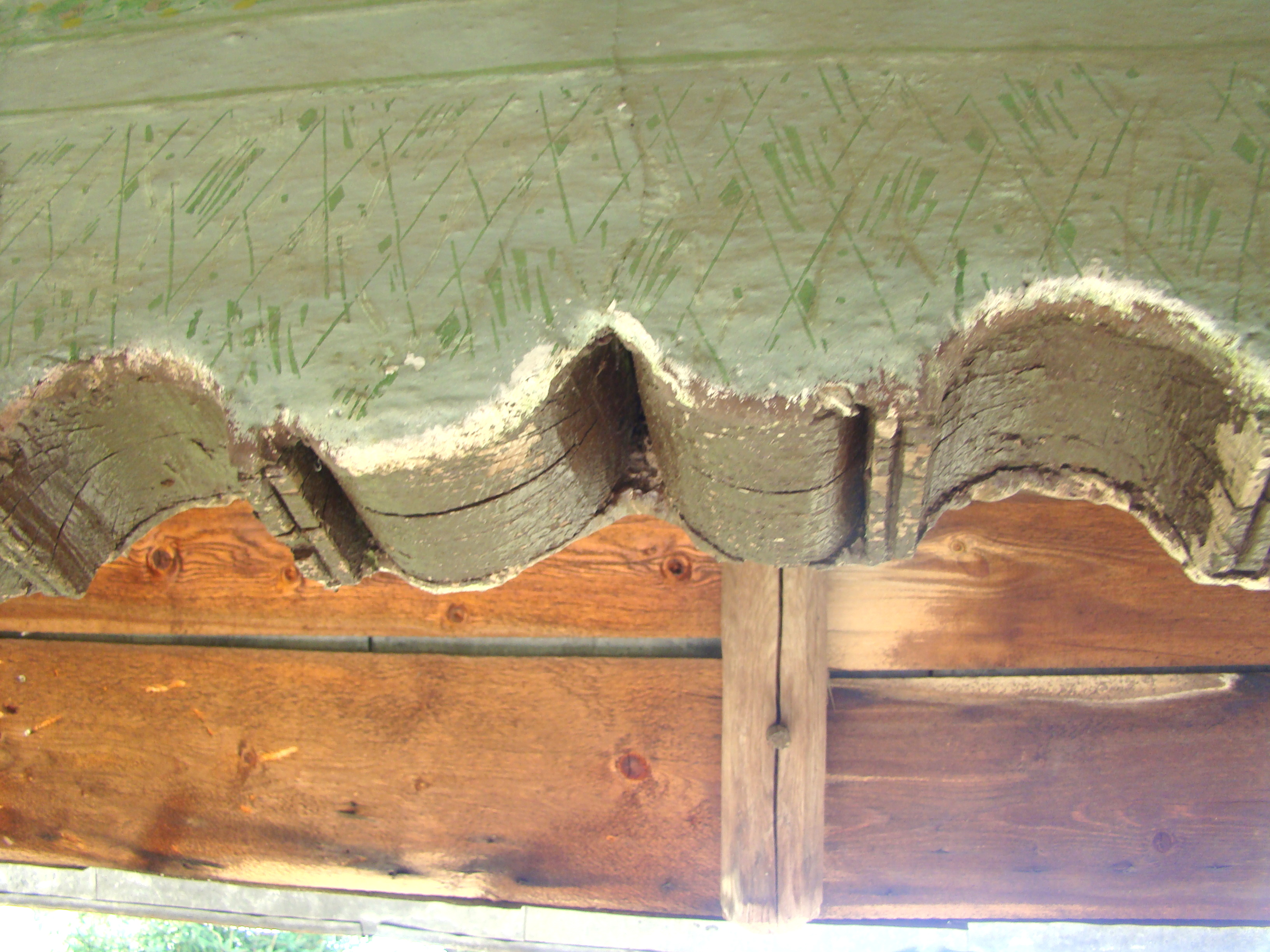
Decor în acoladă la pridvor
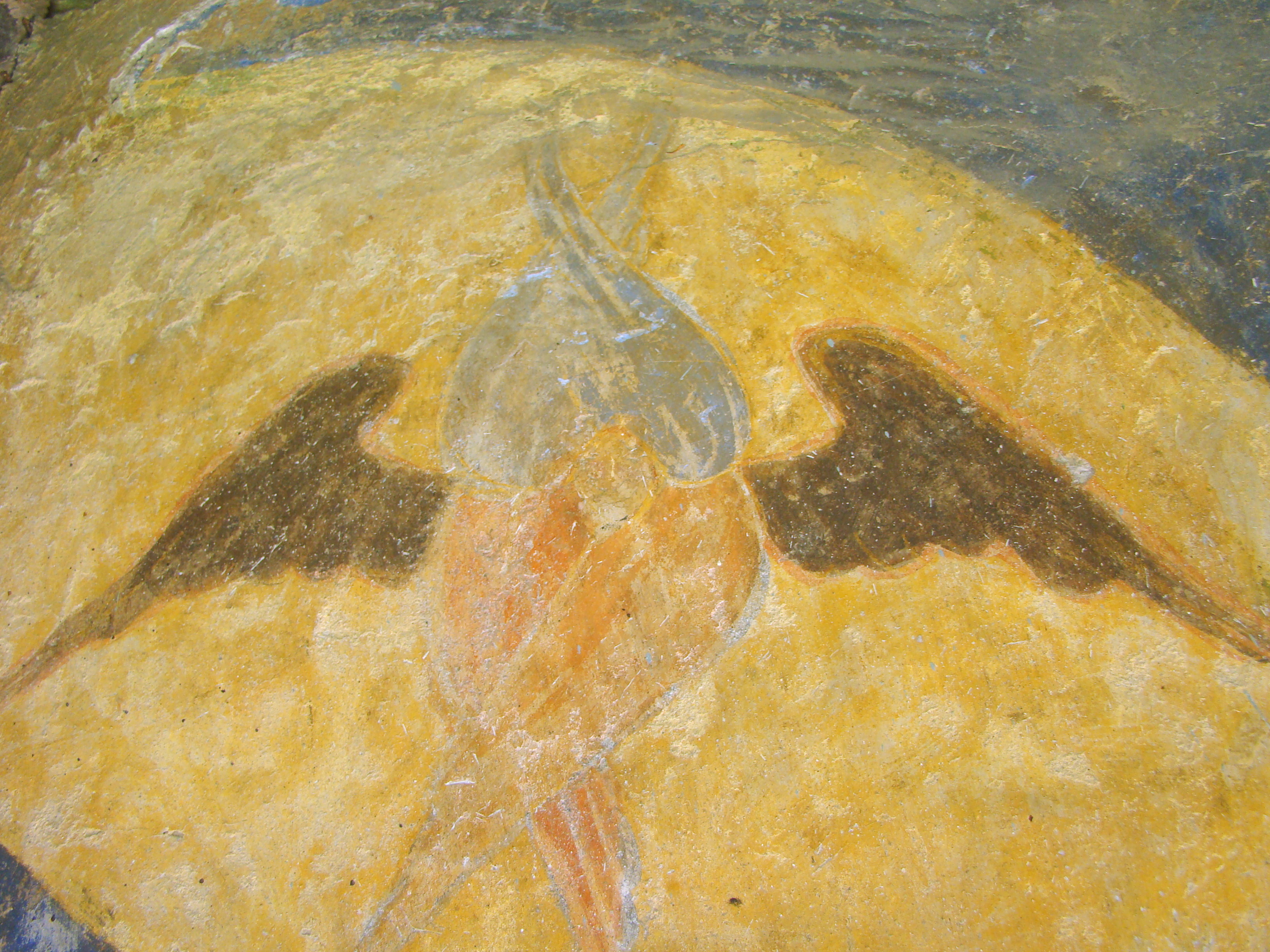
Pictura exterioară
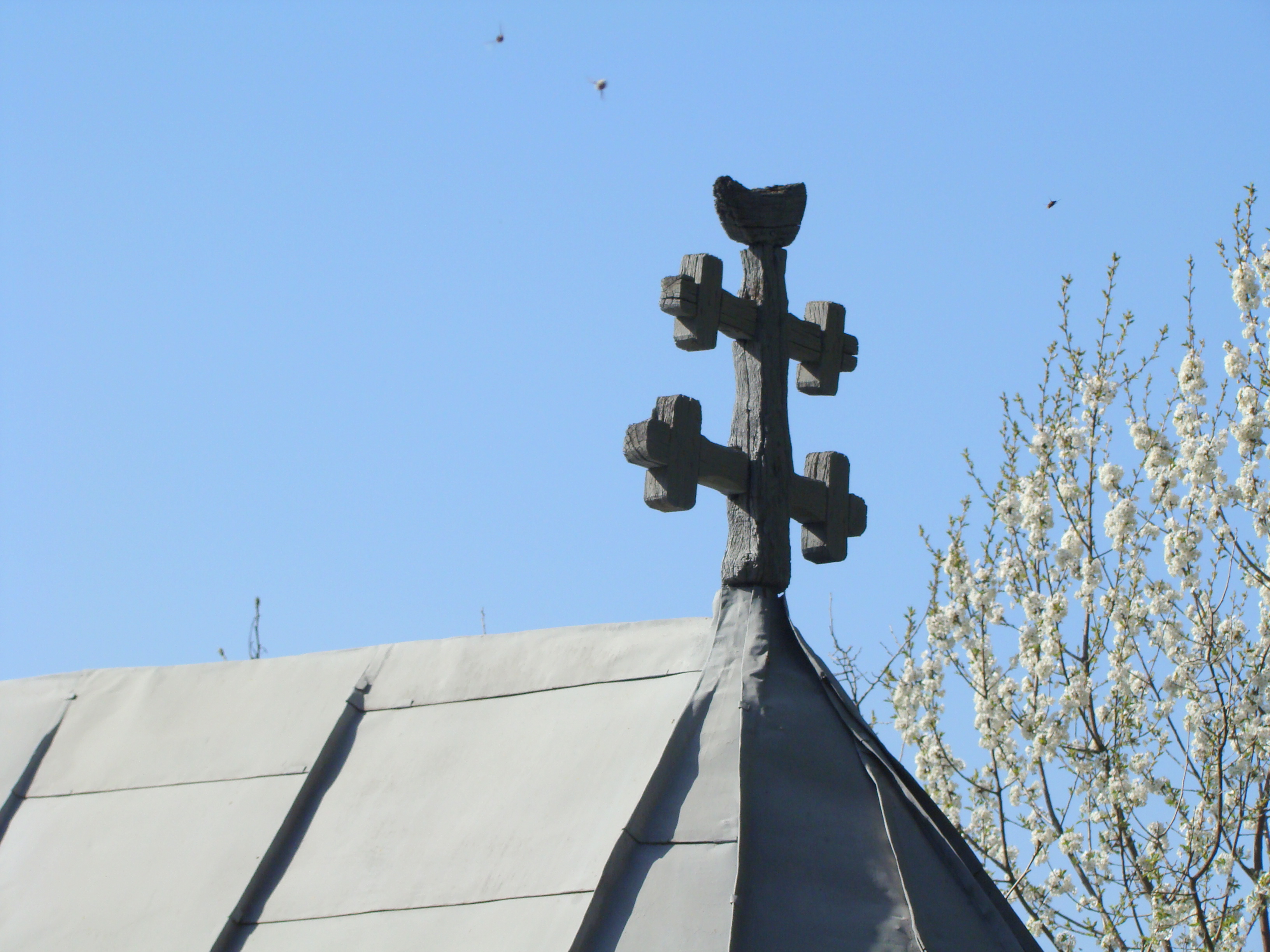
Crucea de pe coamă
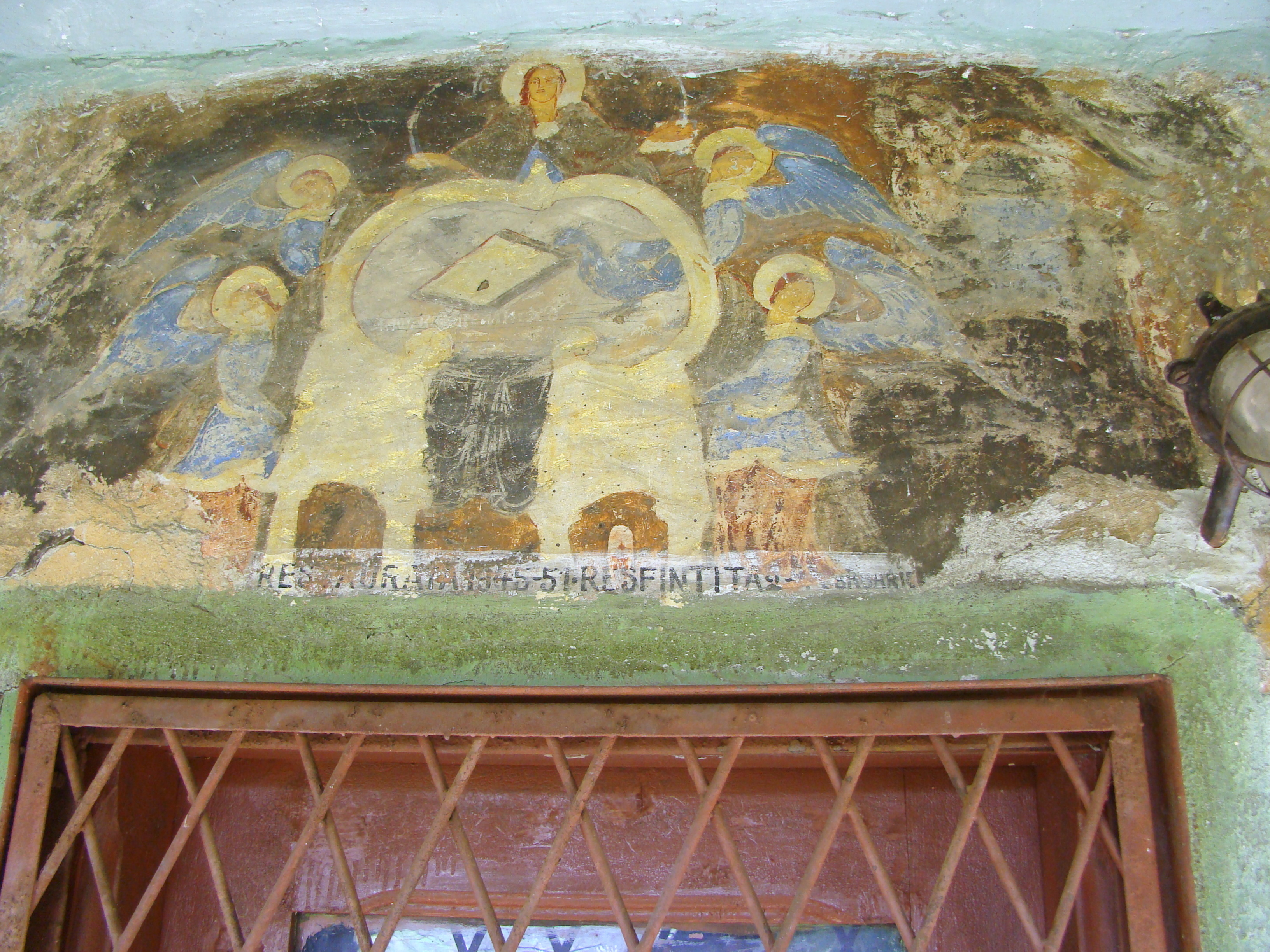
Pictura exterioară
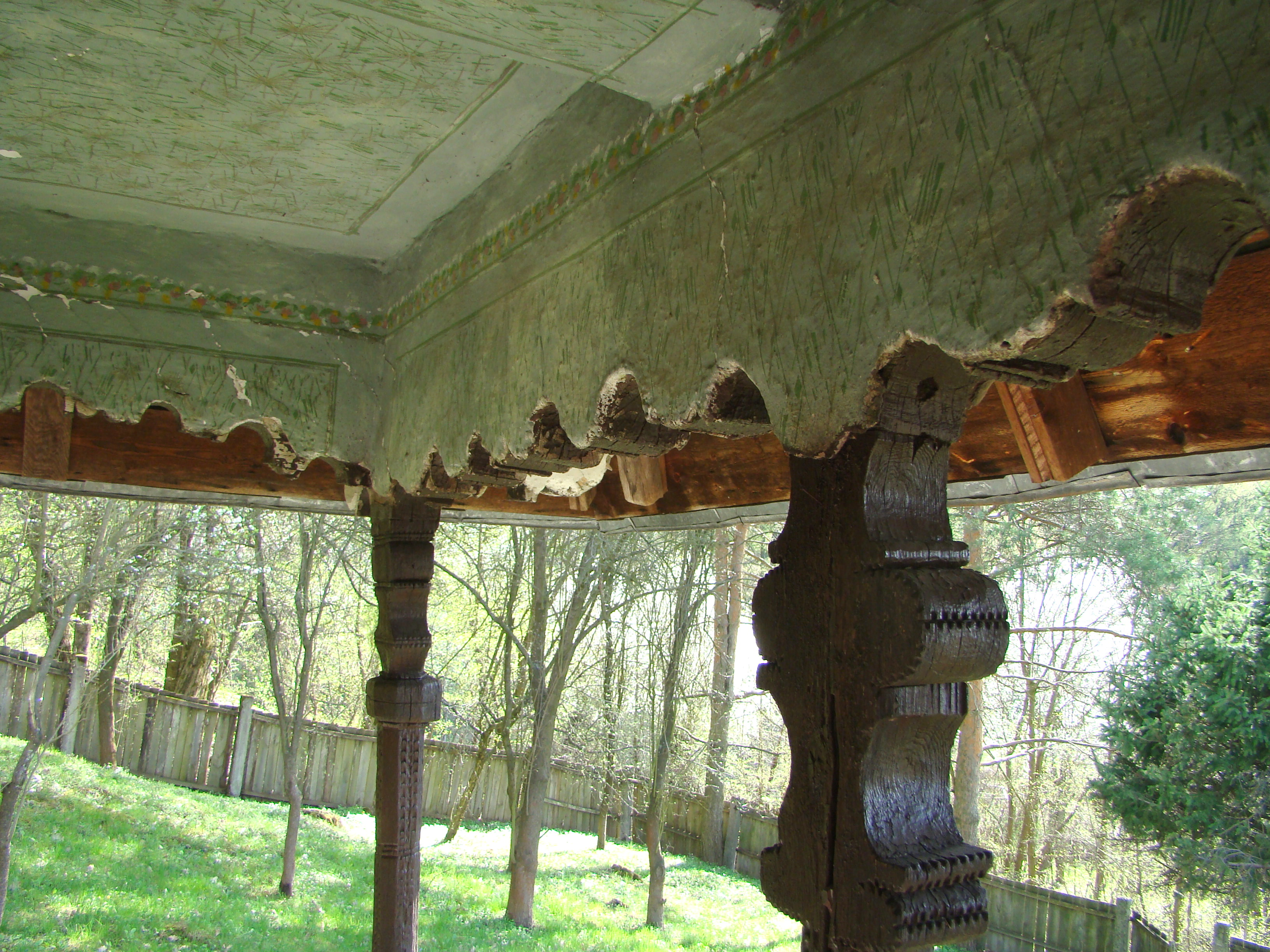
Stâlpi la pridvor
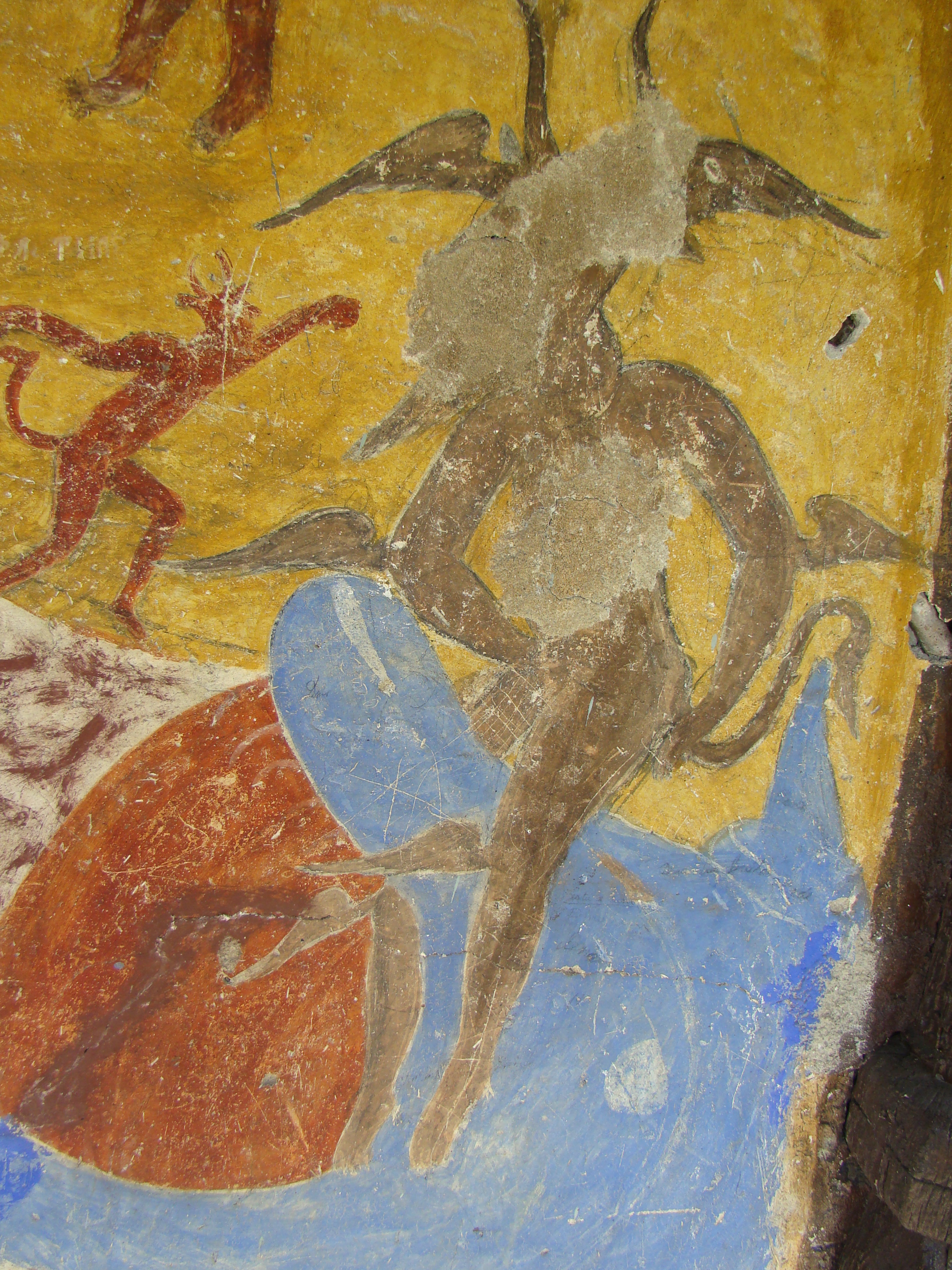
Pictura exterioară
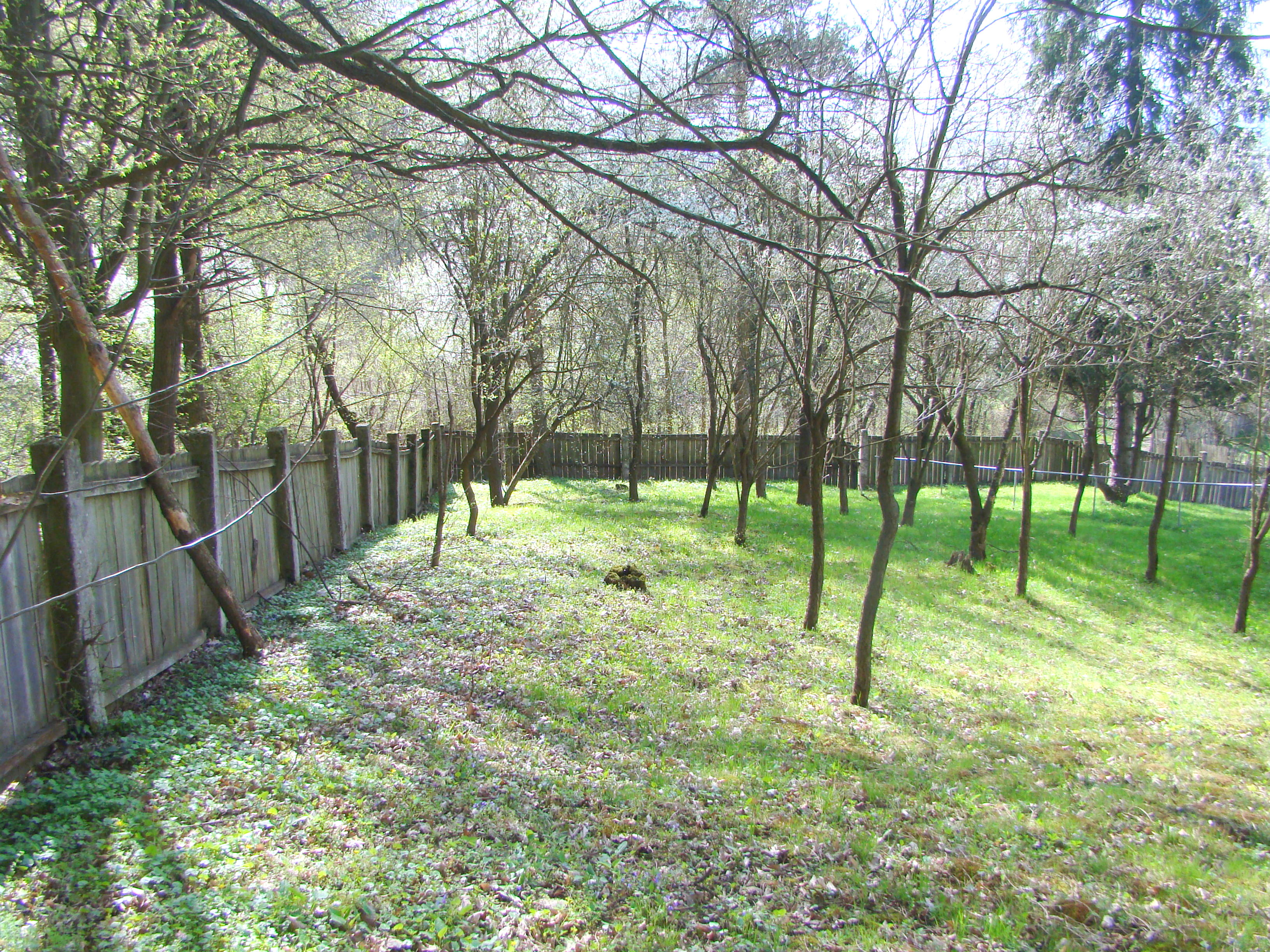
Împrejurimi